# مون-سن-پیر، کبک
مون-سن-پیر (به فرانسوی: Mont-Saint-Pierre) روستایی در منطقه شهری لا اوت-کاسپزی ناحیه گاسپزی-ایل-دو-لا-مادلن در استان کبک کانادا است. در سرشماری سال ۲۰۱۱ این روستا ۲۱۸ نفر جمعیت داشته‌است و مساحت آن ۶۰٫۴۵ کیلومتر مربع است.